# Maripa reticulata
Maripa reticulata är en vindeväxtart som beskrevs av Adolpho Ducke. Maripa reticulata ingår i släktet Maripa och familjen vindeväxter. Utöver nominatformen finns också underarten M. r. rugosa.